# ボリス・ルバイキン
ボリス・ルバイキン（Boris Roubakine, 1908年5月9日 - 1974年4月30日）は、スイス出身のピアノ奏者。
スイスのクラレンスにて生まれる。1916年から1920年まで母親の手ほどきでピアノを学び、その後はローザンヌでマチルド・デ・リボピエールにピアノを師事。1926年から1928年までアロイス・フォルヌローに音楽理論、ポール・ロヨネにピアノをそれぞれ教わる。1928年から1930年までパリのエコールノルマル音楽院に留学し、ポール・デュカスとナディア・ブーランジェのレッスンを受けた。1930年からスイスに戻り、1940年まで師のリボピエールが運営する音楽院の講師を務めた。1939年から1946年までブロニスワフ・フーベルマンの伴奏者を務めた。フーベルマンの伴奏者を務めた後、しばらくニューヨークに住んでいたが、1949年にトロント王立音楽院に講師として招かれる形でカナダに移住した。カナダに活動の中心を移してからは、ヴァイオリン奏者のベティ＝ジャン・ハーゲンとデュオを組んだ。1957年からバンフ芸術学校のピアノ科長に転出。1961年からブリティッシュコロンビア大学に移り、1967年から亡くなるまでカルガリー大学でピアノを教えた。
カルガリーにて死去。